# Matelea biflora
Matelea biflora là một loài thực vật có hoa trong họ La bố ma. Loài này được (Raf.) Woodson mô tả khoa học đầu tiên năm 1941.